# Понятая ошибка
«Понятая ошибка» (другие названия «Деревня последняя», «Кому пути, кому дороги», «Дальняя деревня») — чёрно-белый советский немой фильм 1931 года. Фильм повествует о классовой борьбе в деревне во время создания первых колхозов. Сохранилась только первая часть.
Работу над фильмом начал в 1930 году режиссёр Иван Пырьев. Съёмочная группа выехала в Саратовскую область, где положение было трагическое. Местная власть боялась съёмок как обличительного документа. Ассистенты не могли даже набрать массовку. Пырьев на ходу переделывал сценарий, подгоняя под реальные условия. Съёмочную группу саботировали.
В процессе работы Пырьева отстранили от постановки «за противопоставление интересов картины интересам государства». Работу над картиной завершил режиссёр Владимир Штраус.

## В ролях
- Виталий Савицкий — Максим Долгов, крастьянин-бедняк
- Александр Чистяков — Иван Тимофеев, крестьянин-середняк
- Александр Громов — председатель
- Татьяна Барышева — крестьянка-середнячка
- Софья Левитина — Аксинья
- Пётр Зиновьев — вихрастый
- М.[уточнить] Скавронская — его жена
- Мария Шлёнская — жена Тимофеева
- К.[уточнить] Игнатьева — сноха
- Демидов[уточнить] — Трифон Сидорыч, кулак
- Н.[уточнить] Москвин — Николай Ябеда

## Творческая группа
- Режиссёр Владимир Штраус
- Автор сценария: П.[уточнить] Ильин, Иван Пырьев
- Оператор: Владимир Солодовников
- Художник — Василий Рахальс